# Marc Miralta
Marc Miralta (* 1966 in Barcelona) ist ein spanischer Jazzmusiker (Schlagzeug, Perkussion).

## Leben und Wirken
Miralta begann im Alter von sieben Jahren Schlagzeug zu spielen, mit elf Jahren erhielt er klassischen Schlagwerk-Unterricht bei Pau Bombardó; er lernte auch Tabla, Cajón und Vibraphon. Von 1980 bis 1984 war er an der Escuela de Música Zeleste in Barcelona eingeschrieben, dann am Oberen Städtischen Musikkonservatorium und bei Taller de Música de Barcelona, bevor er von 1990 bis 1993 am Berklee College of Music in Boston ein Studium absolvierte.
Miralta trat im Bereich der klassischen Musik mit dem Jugendorchester der Europäischen Union unter Leitung von Claudio Abbado, mit dem Vallès Symphony Orchestra und mit weiteren Sinfonieorchestern aus Barcelona und Katalonien auf.
Miralta arbeitete international mit Jazzmusikern wie Pat Metheny, Gary Burton, Wynton Marsalis, Steve Lacy, Paquito D’Rivera, Tete Montoliu, Jeanne Lee, George Garzone, Jerry Bergonzi, Mark Turner oder Joshua Redman. Im Bereich des Flamenco Jazz arbeitete er mit Perico Sambeat, Chano Domínguez, Gerardo Núñez und Esperanza Fernández. Auch begleitete er die Flamenco Company von Carmen Cortés. Er leitete seine New York Flamenco Reunion und sein Marc Miralta Quartetts mit Seamus Blake am Saxophon, Ed Simon am Klavier und Omer Avital am Kontrabass; mit beiden Bands nahm er auf. Weiterhin spielte er im Trio mit Aaron Goldberg und Omer Avital bzw. mit  Javier Colina und Perico Sambeat, mit denen mehrere Alben entstanden. Er ist an mehr als fünfzig Tonträgern und einer Vielzahl von Fernsehsendungen beteiligt.
Miralta unterrichtete Schlagzeug im Taller de Músics, bevor er international Schlagzeugkurse gab. Derzeit unterrichtet er Schlagzeug und Vibraphon am Conservatori Superior de Música del Liceu in Barcelona.